# Phthiracarus humilis
Phthiracarus humilis är en kvalsterart som först beskrevs av Wojciech Niedbała 2004.  Phthiracarus humilis ingår i släktet Phthiracarus och familjen Phthiracaridae. Inga underarter finns listade i Catalogue of Life.